# Пятихатка (Красногвардейский район)
Пятиха́тка (до 1945 года  Бешу́й-Эли́; укр. П'ятихатка, крымскотат. Beşüyli, Бешуйли) — село в Красногвардейском районе Республики Крым, центр Пятихатского сельского поселения .

## Население
| 2001 | 2014  |
| ---- | ----- |
| 2738 | ↘2375 |

Всеукраинская перепись 2001 года показала следующее распределение по носителям языка
| Язык             | Процент |
| ---------------- | ------- |
| русский          | 71.84   |
| крымскотатарский | 12.49   |
| украинский       | 10.77   |
| другие           | 0.59    |

### Динамика численности
| - 1805 год — 92 чел. - 1864 год — 7 чел. - 1892 год — 7 чел. - 1902 год — 61 чел. - 1915 год — 22/55 чел. - 1918 год — 80 чел. - 1926 год — 122 чел. | - 1931 год — 251 чел. - 1939 год — 298 чел. - 1974 год — 2155 чел. - 1989 год — 2492 чел. - 2001 год — 2738 чел. - 2009 год — 2656 чел. - 2014 год — 2375 чел. |

## Современное состояние
На 2017 год в Пятихатке числится 16 улиц; на 2009 год, по данным сельсовета, село занимало площадь 595,1 гектара на которой, в 850 дворах, проживало 2656 человек. По данным Генерального плана на 2024 год село занимает площадь 516,7 га. В селе имеется отделение Почты России, действует средняя школа, дом культуры, библиотека, амбулатория общей практики — семейной медицины, аптека, храм великомученика Пантелеимона. Село связано автобусным сообщением с райцентром и соседними населёнными пунктами.

## География
Пятихатка — большое село в южной части района, в степном Крыму, на левом берегу Салгира в среднем течении, высота центра села над уровнем моря — 61 м. Соседние сёла: Менделеево в 3,5 км на запад, Азов в 5 км на восток и Заречное в 2,5 км на юго-восток. Расстояние до райцентра — около 27 километров (по шоссе), ближайшая железнодорожная станция — Элеваторная — примерно в 12 километрах. Транспортное сообщение осуществляется по региональным автодорогам 35Н-270 от шоссе 35А-002 «граница с Украиной — Симферополь — Алушта — Ялта» до Пятихатки и 35Н-263 Октябрьское — Докучаево (по украинской классификации — С-0-10660 и С-0-10653).

## История
Первое документальное упоминание села встречается в Камеральном Описании Крыма… 1784 года, судя по которому, в последний период Крымского ханства Бешевли входил в Даирский кадылык Акмечетского каймаканства. После присоединения Крыма к России (8) 19 апреля 1783 года, (8) 19 февраля 1784 года, именным указом Екатерины II сенату, на территории бывшего Крымского Ханства была образована Таврическая область и деревня была приписана к Перекопскому уезду. После Павловских реформ, с 1796 по 1802 год, входила в Акмечетский уезд Новороссийской губернии. По новому административному делению, после создания 8 (20) октября 1802 года Таврической губернии, Бешуй-Эли был включён в состав Кокчора-Киятской волости Перекопского уезда.
По Ведомости о всех селениях в Перекопском уезде состоящих с показанием в которой волости сколько числом дворов и душ… от 21 октября 1805 года, в деревне Бешивле числилось 16 дворов и 92 жителя крымских татар. На военно-топографической карте генерал-майора Мухина 1817 года деревня Бешевлы обозначена с 24 дворами. В результате реформы волостного деления 1829 года Бейсуйли, согласно «Ведомости о казённых волостях Таврической губернии 1829 года», осталась в составе Кокчора-Киятской волости. На карте 1836 года в деревне 19 дворов. Затем, видимо, в результате эмиграции крымских татар, деревня заметно опустела и на карте 1842 года деревня обозначена условным знаком «малая деревня», то есть, менее 5 дворов.
В 1860-х годах, после земской реформы Александра II, деревню включили в состав Айбарской волости. В «Списке населённых мест Таврической губернии по сведениям 1864 года», составленном по результатам VIII ревизии 1864 года, Бешуй-Уле (или Бешуйлы) — владельческая деревня с 2 дворами и 7 жителями при колодцах. По обследованиям профессора А. Н. Козловского начала 1860-х годов, вода в колодцах деревни была пресная, а их глубина составляла 10—15 саженей (21—32 м). Согласно «Памятной книжке Таврической губернии за 1867 год», деревня Бешевлы была покинута жителями в 1860—1864 годах, в результате эмиграции крымских татар, особенно массовой после Крымской войны 1853—1856 годов, в Турцию и оставалась в развалинах. На трёхверстовой карте Шуберта 1865—1876 года в деревне обозначено 3 двора. Видимо, вскоре деревня опустела окончательно и началось заселение деревни крымскими немцами меннонитами.
После земской реформы 1890 года, Бешуй-Эли отнесли к Бютеньской волостии. Согласно «…Памятной книжке Таврической губернии на 1892 год», в деревне Бешуй-Уле, находившейся в частном владении, было 7 жителей в 3 домохозяйствах. По «…Памятной книжке Таврической губернии на 1902 год» в деревне Бешуй Уле числился 61 житель в 5 домохозяйствах. По Статистическому справочнику Таврической губернии. Ч.II-я. Статистический очерк, выпуск пятый Перекопский уезд, 1915 год, в деревне Бешуйли Бютеньской волости Перекопского уезда числилось 4 двора (все дворы с землёй) с немецким населением в количестве 22 человек приписных жителей и 55 — «посторонних», из которых 37 мужчин и 30 женщин. Жители владели 830 десятинами удобной земли. В хозяйствах имелось 67 лошадей, 34 вола, 39 коров и 31 голова мелкого скота. В 1918 году в селении было 80 жителей.
После установления в Крыму Советской власти иучреждения 18 октября 1921 года Крымской АССР, в составе Симферопольского уезда был образован Биюк-Онларский район, в состав которого включили село, а в 1922 году уезды получили название округов. 11 октября 1923 года, согласно постановлению ВЦИК, в административное деление Крымской АССР были внесены изменения, в результате которых был ликвидирован Биюк-Онларский район и Бешуй-Эли включили в состав Симферопольского. Согласно Списку населённых пунктов Крымской АССР по Всесоюзной переписи 17 декабря 1926 года, в селе Бешуй-Эли, центре Бешуй-Элинского сельсовета (в коем состоянии пребывает всю дальнейшую историю) Симферопольского района, числилось 27 дворов, из них 26 крестьянских, население составляло 122 человека, из них 96 немцев, 15 русских, 11 украинцев, действовала немецко-русская школа. В 1928 году в селе была образована коммуна «Маяк», в 1933 году преобразованная в колхоз им. Ленина.
Постановлением КрымЦИКа «О реорганизации сети районов Крымской АССР» от 15 сентября 1930 года был вновь создан Биюк-Онларский район, теперь как национальный (лишённый статуса национального постановлением Оргбюро ЦК КПСС от 20 февраля 1939 года) немецкий (указом Президиума Верховного Совета РСФСР № 621/6 от 14 декабря 1944 года переименованный в Октябрьский), село, с населением 251 человек, вместе с сельсоветом, включили в его состав. По данным всесоюзной переписи населения 1939 года в селе проживало 298 человек. Вскоре после начала Великой Отечественной войны, 18 августа 1941 года крымские немцы были выселены, сначала в Ставропольский край, а затем в Сибирь и северный Казахстан.
После освобождения Крыма от фашистов в апреле, 12 августа 1944 года было принято постановление № ГОКО-6372с «О переселении колхозников в районы Крыма» и в сентябре 1944 года в район приехали первые новоселы (57 семей) из Винницкой и Киевской областей, а в начале 1950-х годов последовала вторая волна переселенцев из различных областей Украины. Указом Президиума Верховного Совета РСФСР от 21 августа 1945 года Бешуй-Эли был переименован в Пятихатку и Бешуй-Элинский сельсовет — в Пятихатский. С 25 июня 1946 года Пятихатка в составе Крымской области РСФСР, а 26 апреля 1954 года Крымская область была передана из состава РСФСР в состав УССР. Указом Президиума Верховного Совета УССР «Об укрупнении сельских районов Крымской области», от 30 декабря 1962 года Октябрьский район был упарзднён и Пятихатку присоединили к Красногвардейскому. По данным переписи 1989 года в селе проживало 2492 человек. С 12 февраля 1991 года село в восстановленной Крымской АССР, 26 февраля 1992 года переименованной в Автономную Республику Крым. С 21 марта 2014 года в составе Крыма аннексирована Россией.